# Prodemoticus orientalis
Prodemoticus orientalis là một loài ruồi trong họ Tachinidae.